# Saint-Symphorien-sous-Chomérac

Saint-Symphorien-sous-Chomérac este o comună în departamentul Ardèche din sud-estul Franței. În 1 ianuarie 2022 avea o populație de 855 de locuitori.